# Имбоден, Рэйс
Рэйс Имбоден (англ. Race Imboden; род. 17 апреля 1993, Тампа, Флорида) − американский фехтовальщик-рапирист, восьмикратный чемпион Панамериканских чемпионатов, чемпион Панамериканских игр 2019 года, командный чемпион мира 2019 года и командный бронзовый призёр Олимпийских игр 2016 и 2020 годов. В дополнение к своей карьере фехтовальщика Имбоден также является моделью мужской одежды.

## Биография и спортивная карьера
Имбоден родился 17 апреля 1993 года в Тампе, Флорида. Его родители дали ему имя в честь персонажа Джонни Квеста Рэйса Бэннона. Он переехал в Атланту в молодом возрасте. Его первыми видами спорта были роликовые коньки. В результате несчастного случая в катании на роликовых коньках у него остался кривой нос и шрам на губе. Он играл с игрушечным мечом в парке, когда незнакомец предложил его родителям заняться фехтованием. Вскоре после этого его семья переехала в Парк-Слоуп, Бруклин, Нью-Йорк.
Имбоден присоединился к клубу фехтовальщиков на Манхэттене, где он впервые встретил Джеда Дюпри и Дэна Келлнера, оба из которых были олимпийцами по фехтованию на рапирах на летних Олимпийских играх 2004 года.
Его дебютные международные соревнования состоялись в возрасте 14 лет, когда он выиграл бронзовую медаль на чемпионате мира по фехтованию среди кадетов (до 17 лет) 2010 года.
В 17 лет он вошел в состав взрослой национальной сборной на чемпионате мира 2011 года в Катании, где дошел до четвертьфинала, но проиграл французскому Виктору Синтесу.
Его хорошие международные результаты позволили ему попасть в национальную сборную США и принять участие в летних Олимпийских играх 2012 года в Лондоне. В командном зачете, посеянные под пятым номером США обыграли Францию, проиграли Италии (которая выиграла золотую медаль), а затем проиграли в матче за бронзу с Германией.
В 2013 году Имбоден выиграл золотую медаль на Кубке мира 2013 года. На чемпионате мира по фехтованию в Будапеште в 2013 году принял участие в командном зачете за США, которые проиграли в финале Италии и завоевали серебряную медаль. Имбоден финишировал 10-м в 2012-13 гг. Мировой рейтинг FIE.
Чемпионат мира 2015 года в Москве оказался разочарованием: Имбоден проиграл в 1/16 финала олимпийскому чемпиону Лэй Шэну. В командном зачете США проиграли Италии в четвертьфинале и заняли шестое место. Тем не менее Имбоден завершил сезон № 1 в мире, опередив на десять очков только что коронованного чемпиона мира Юки Ота, таким образом став первым американским фехтовальщиком-мужчиной, выигравшим общий чемпионат мира.
В сезоне 2015-16 Имбоден еще раз выиграл два золота на чемпионате мира в Париже, став первым фехтовальщиком после Бенджамина Кляйбринка в 2006—2007 годах, выигравшим несколько раз подряд. Три подиума из трех соревнований Кубка мира закрепили квалификацию Соединенных Штатов к командным соревнованиям на Летних Олимпийских играх 2016 года в Рио-де-Жанейро, что обеспечило американцам три места в личном зачете. Несмотря на дальнейшую бронзовую медаль на Гран-при Гаваны и четвертое место в мировом рейтинге, Имбоден обогнал в рейтинге США и квалифицировался на Олимпиаду только как запасной игрок в командных соревнованиях
На Панамериканских играх 2019 года в Лиме, Перу, Имбоден и его товарищи по команде Герек Майнхардт и Ник Иткин завоевали золотые медали мужской сборной США по рапирам.

## Олимпиада 2020 в Токио
Имбоден снова квалифицировался как запасной, чтобы представлять Соединенные Штаты по фехтованию на Олимпийских играх 2020 года в Токио в 2021 году, где команда США выиграла свою вторую подряд бронзовую медаль в командных соревнованиях на рапирах.